# Carlos Duarte
Carlos Domingos Duarte (Huambo, 1933. március 25. – 2022. augusztus 23.) válogatott portugál labdarúgó, csatár.

## Pályafutása

### Klubcsapatban
1952 és 1962 között az FC Porto labdarúgója volt, ahol két-két portugál bajnoki és kupagyőzelmet ért el a csapattal.

### A válogatottban
1953 és 1959 között hét alkalommal szerepelt a portugál válogatottban és egy gólt szerzett.

## Sikerei, díjai
FC Porto
- Portugál bajnokság (Primeira Liga)
  - bajnok (2): 1955–56, 1958–59
- Portugál kupa (Taça de Portugal)
  - győztes (2): 1956, 1958

## Statisztika

### Mérkőzései a portugál válogatottban
| Portugália | Portugália         | Portugália                           | Portugália    | Portugália | Portugália              | Portugália    | Portugália | Portugália |
| #          | Dátum              | Helyszín                             | Hazai         | Eredmény   | Vendég                  | Kiírás        | Gólok      | Esemény    |
| ---------- | ------------------ | ------------------------------------ | ------------- | ---------- | ----------------------- | ------------- | ---------- | ---------- |
| 1.         | 1953. november 22. | Lisszabon, Estádio Nacional do Jamor | Portugália    | 3 – 1      | Dél-afrikai Köztársaság | barátságos    | -          | 76'        |
| 2.         | 1957. december 22. | Milánó, San Siro                     | Olaszország   | 3 – 0      | Portugália              | vb-selejtező  | -          |            |
| 3.         | 1958. április 13.  | Madrid, Santiago Bernabéu stadion    | Spanyolország | 1 – 0      | Portugália              | barátságos    | -          |            |
| 4.         | 1958. május 7.     | London, Wembley Stadion              | Anglia        | 2 – 1      | Portugália              | barátságos    | 1          | 51'        |
| 5.         | 1959. június 3.    | Lisszabon, Estádio José Alvalade     | Portugália    | 1 – 0      | Skócia                  | barátságos    | -          |            |
| 6.         | 1959. június 21.   | Berlin, Walter Ulbricht Stadion      | NDK           | 0 – 2      | Portugália              | NEK-selejtező | -          |            |
| 7.         | 1959. június 28.   | Porto, Estádio das Antas             | Portugália    | 3 – 2      | NDK                     | NEK-selejtező | -          |            |
|            | Összesen           |                                      |               | 7          | mérkőzés                |               | 1          | gól        |